# Atabek Azisbekow
Atabek Azisbekow (kirg. Атабек Азисбеков; ur. 6 listopada 1995) – kirgiski zapaśnik walczący w stylu klasycznym. Olimpijczyk z Tokio 2020, gdzie zajął dziesiąte miejsce w kategorii 87 kg. Zajął piąte miejsce na mistrzostwach świata w 2018 i 2019 roku. 
Piąty na igrzyskach azjatyckich w 2022. Piąty w Pucharze Świata w 2022, a także trzynasty w zawodach indywidualnych w 2020. Zdobył srebrny medal na mistrzostwach Azji w 2015, 2018 i 2021. Brązowy medalista igrzysk solidarności islamskiej w 2021. Wicemistrz halowych igrzysk azjatyckich w 2017. Dziewiętnasty na Uniwersjadzie w 2013, jako zawodnik Kyrgyz Technical University w Biszkeku.